# シュエズィーゴン・パゴダ

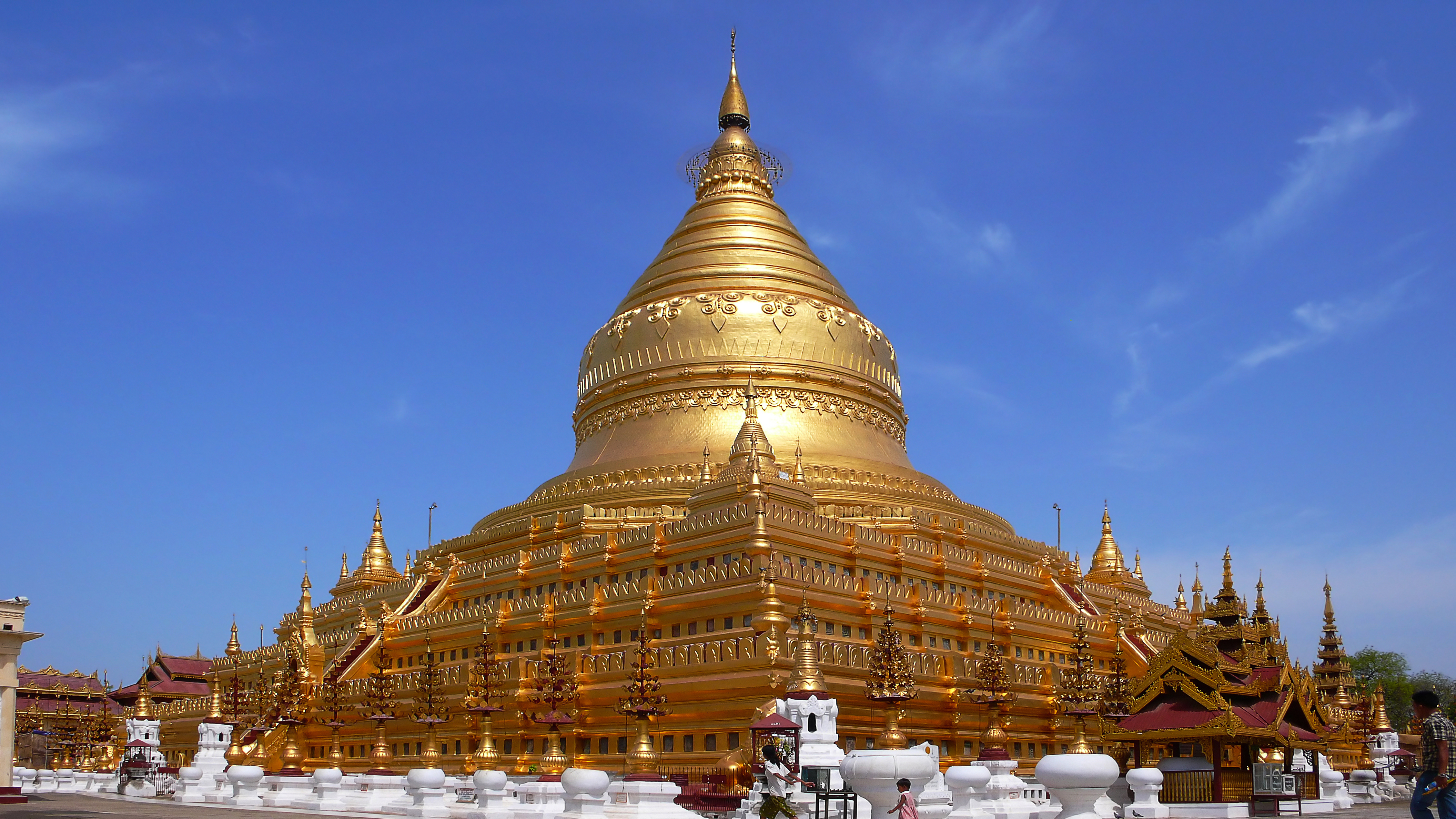
シュエズィーゴン・パゴダ

シュエズィーゴン・パゴダ（シュエズィーゴン・パヤー、ビルマ語: ရွှေစည်းခုံဘုရား）は、ミャンマーの仏教施設。バガン（パガン）近郊のニャウンウーに位置する。
バガンのアーナンダ寺院と並んで、パガン王朝を代表する宗教建築物として知られている。11世紀にパガン王朝の創始者アノーヤターと、3代目の国王チャンシッターによって建立され、後に建立されたビルマ式パゴダ（仏塔）の原形となった。「シュエ」（ရွှေ）はビルマ語で「金」、ズィーゴンは「砂の河岸」、もしくはパーリ語で「祝福された土地」を意味する。

## 歴史
シュエズィーゴン・パゴダは、ビルマ族の進出前からパガンに居住していたピュー族の文化とパガン王朝によって征服されたタトゥン王国のモン族の文化が融合する初期の建築物に位置付けられる。
1059年にアノーヤターによって起工され、土台は完成したもののアノーヤターの死によってパゴダの建立は中止される。チャンシッターの治世に工事が再開され、パガン近郊のツゥン・ウィン山の石材を使用してパゴダが建てられ、1090年に完成する。チャンシッターによって奉納された2つのモン語の碑文は、碑文堂に保管されている。
16世紀にタウングー王朝のバインナウンによって大規模な修復工事が実施され、2つの梵鐘が奉納された。18世紀末にコンバウン王朝のシンビューシンにより、2度目の大規模な修復工事が行われた。この時にシンビューシンによってパゴダの頂上に金色の傘蓋（ティ）が載せられたが、1975年に起きた地震によってティは外れてしまい、境内東の建物に保管されるようになった。

## 構造
シュエズィーゴン・パゴダは、アノーヤターが宮廷から放った象が最初にしゃがみ込んだ場所に建立されたことが伝えられている。三層構造の方形の土台の上に、高さ約40mの塔が建てられている。施設内には女人禁制の場所があるため、女性は立ち入りが許可されている本尊の周囲の回廊から参拝を行う。パゴダには金箔が張られ、塔の周囲には本生譚が描かれた陶器の板がはめ込まれている。伝説では、パゴダの中には釈迦の歯（仏歯）と骨（仏舎利）が奉納されているという。境内にはパガン王朝期に制作された木彫りの扉が保管されており、長い期間にわたって保存のために油が塗られてきた。
パゴダの四方には仏堂が建ち、その中にはそれぞれ一体ずつ立ち姿の仏像が置かれている。これらの仏像は「過去四仏」を表したものであり、東はコーナーガマナ仏（倶那含牟尼仏）、西は釈迦牟尼仏（釈迦如来）、南はカッサパ仏（迦葉仏）、北はカクサンダ仏（倶留孫仏）に相当する。仏像はインドのパーラ朝の技術を取り入れており、表情、衣服の表現にパーラ式仏像の影響が見られる。
東の祠堂には、37体のナッ（民間で信仰されている精霊）神像が並んでいる。かつてアノーヤターは民間で信仰されているナッを排除しようとしたが失敗し、従来民衆の間で信仰されていた36のナッの上に仏教の守護神タジャーミン（帝釈天）を置いてナッ信仰を認めた。そして37体の像をシュエズィーゴン・パゴダに建て、ナッ信仰が仏教を支えるものであることを強調した。また、パゴダ南西の堂には子が上座、父がその下に置かれている、珍しい様式のナッ神像が納められている。
パゴダの裏には、パガン王族の墓が建てられている。タトゥン王国が滅亡した後、1057年にアノーヤターによってタトゥンの王マヌハがシュエズィーゴン・パゴダに仏塔奴隷として奉納された。寺院の裏には、かつては仏塔奴隷の子孫の集落が存在していた。

## ギャラリ

シュエズィーゴン・パゴダ
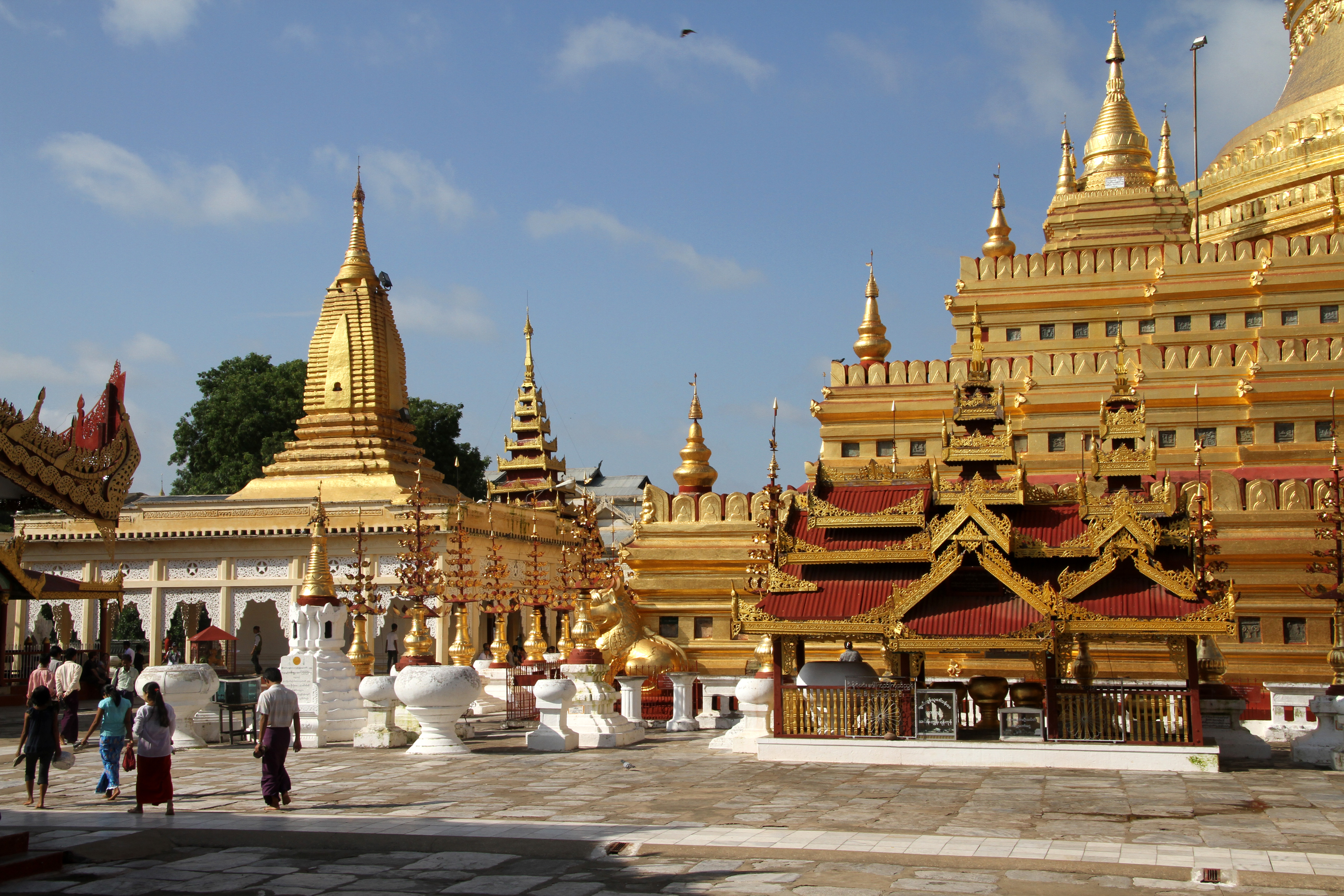
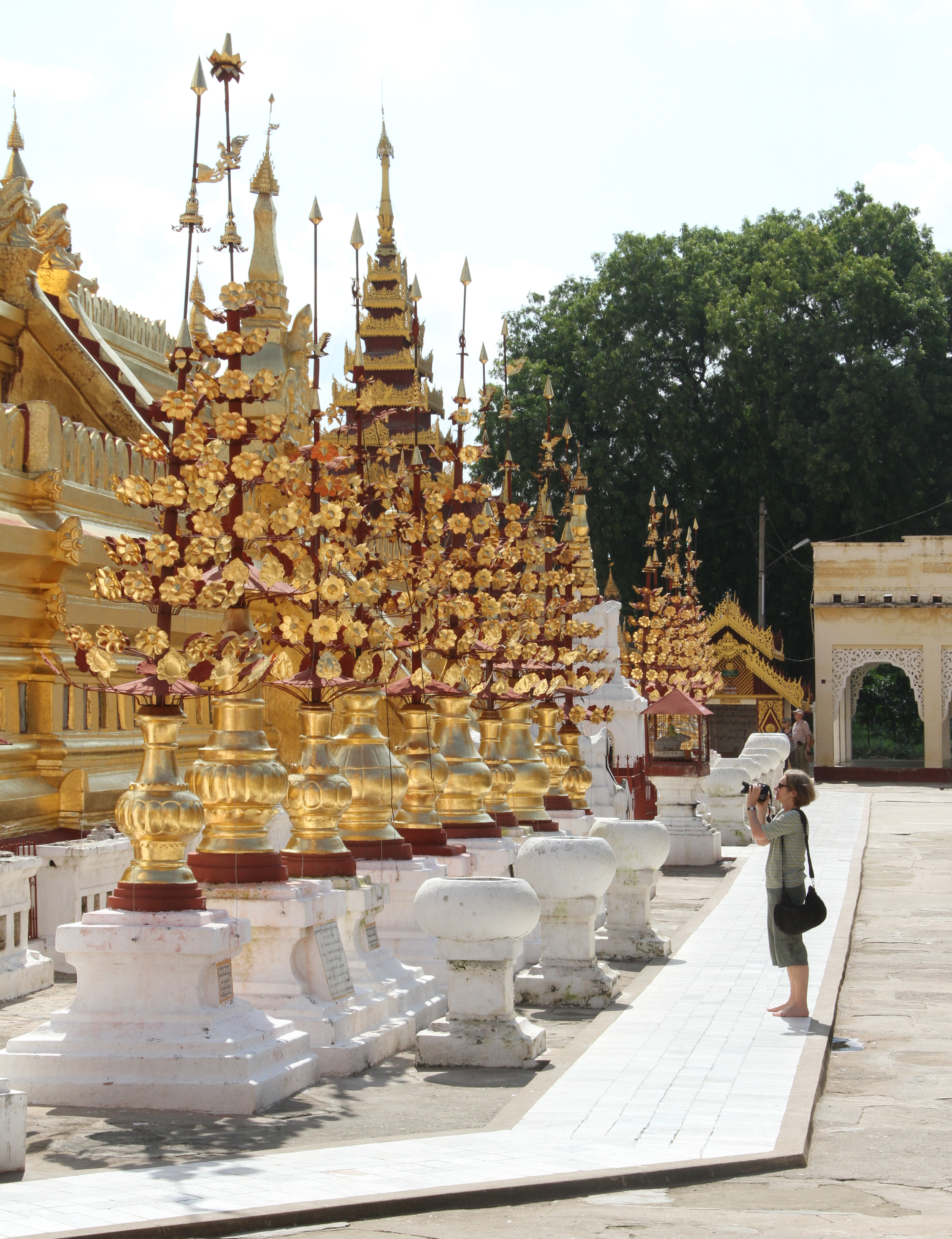
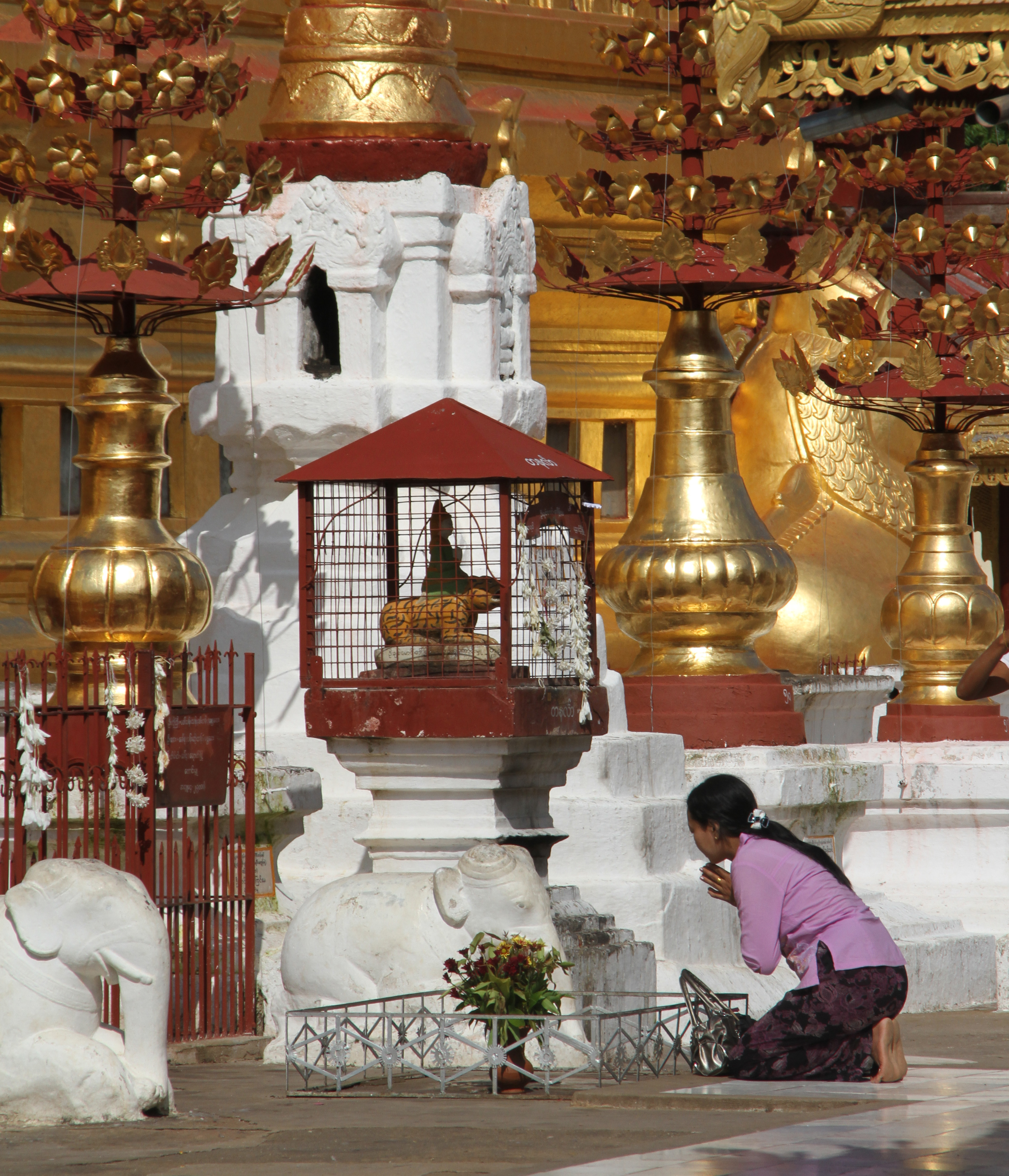
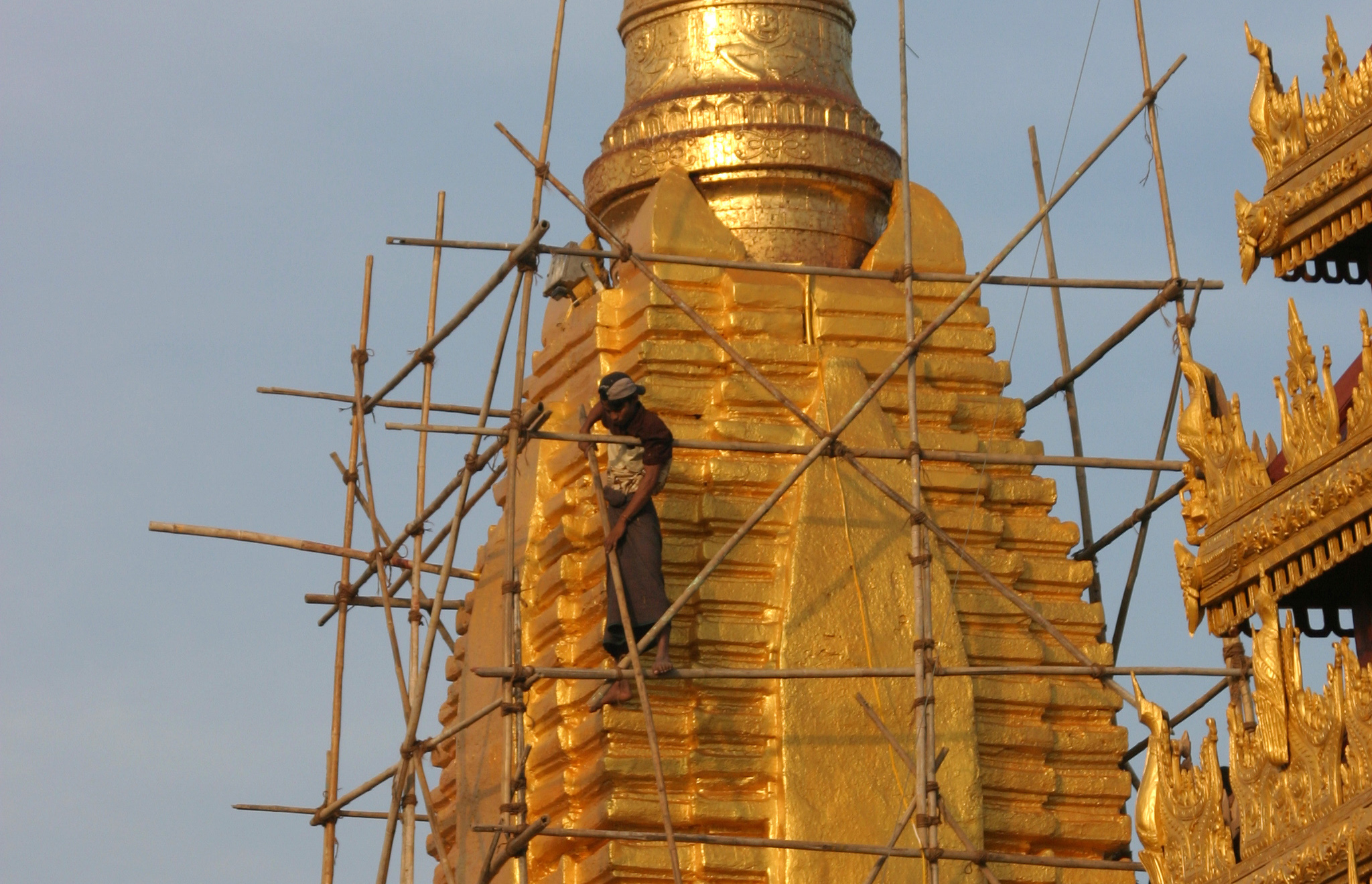
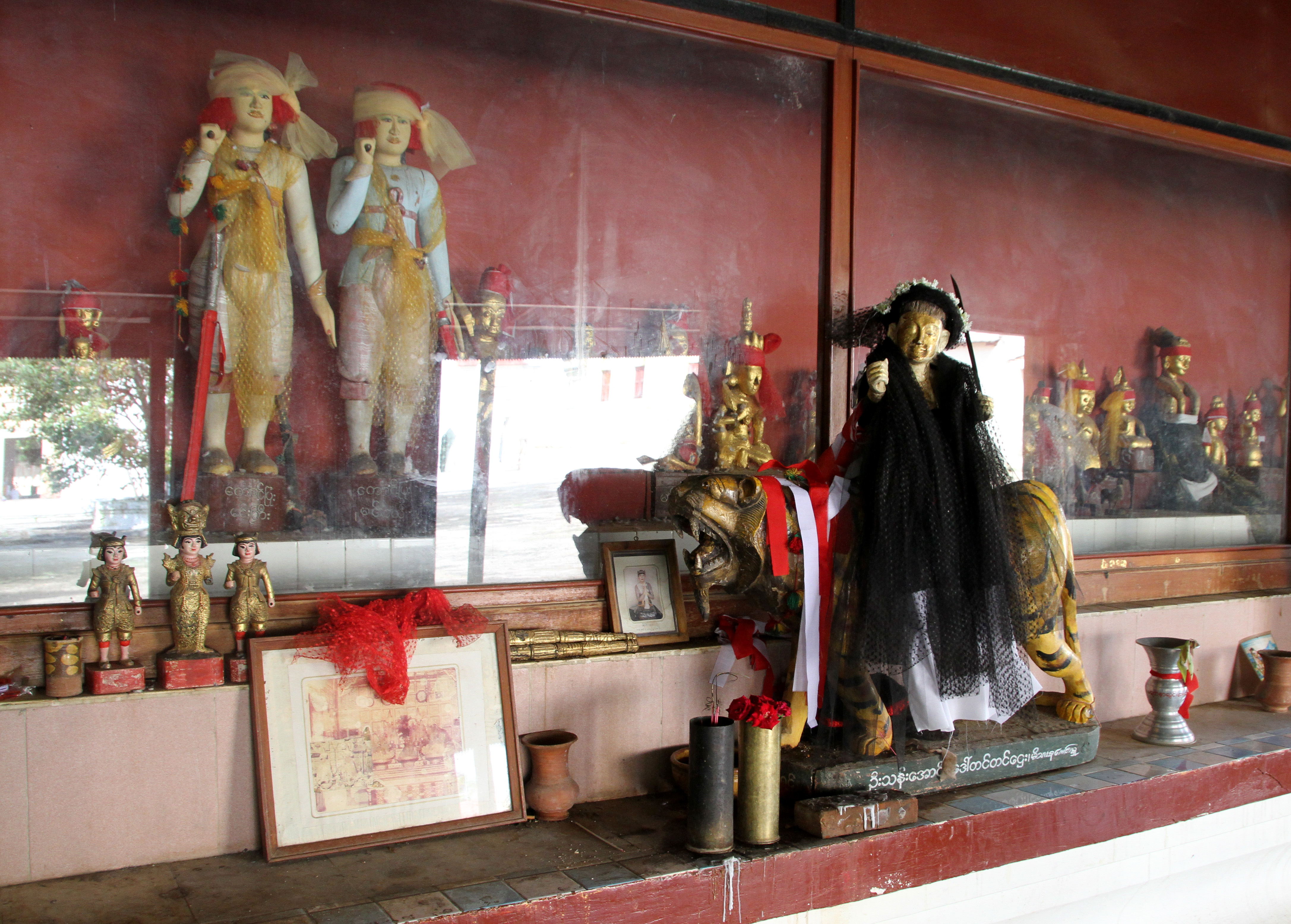
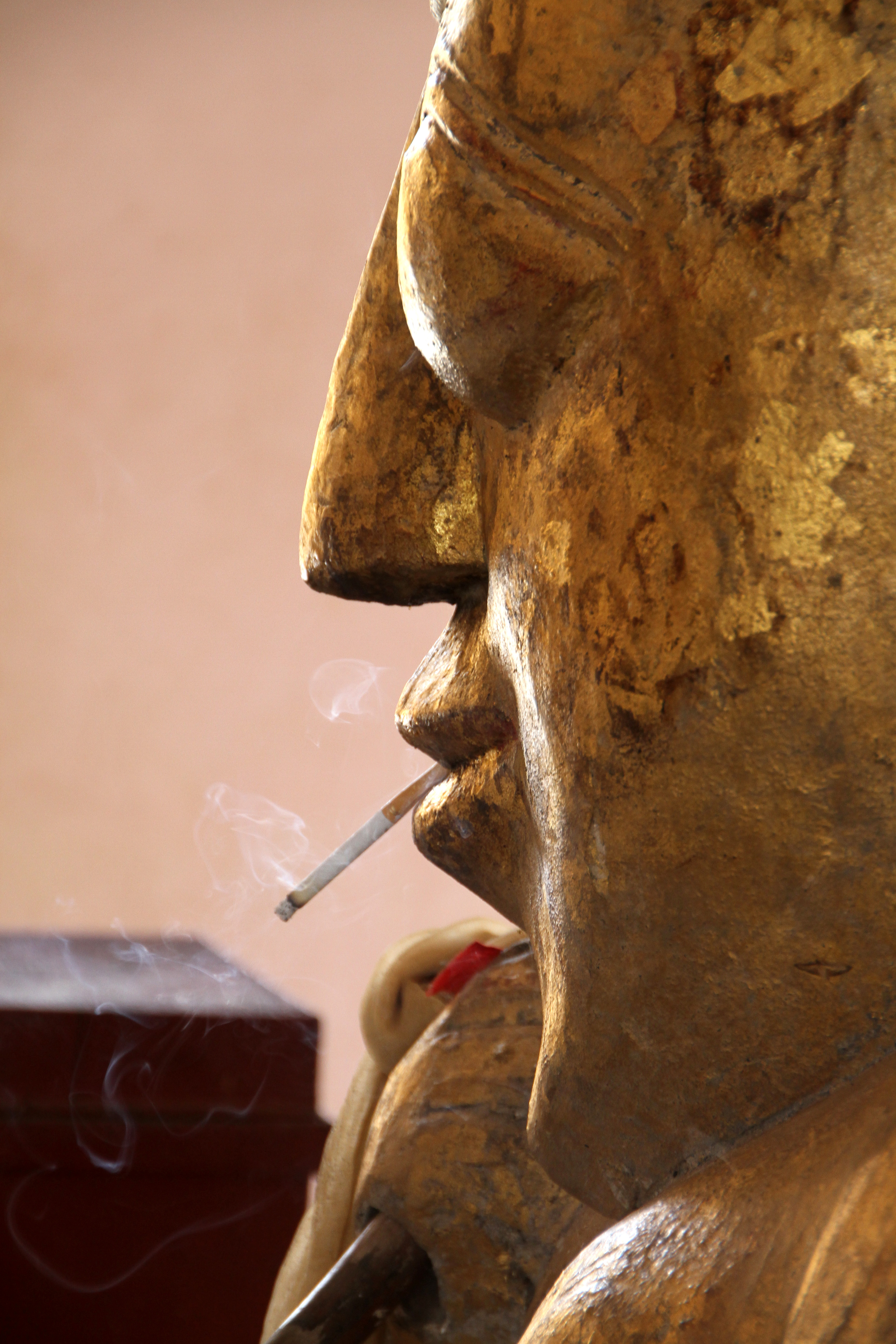
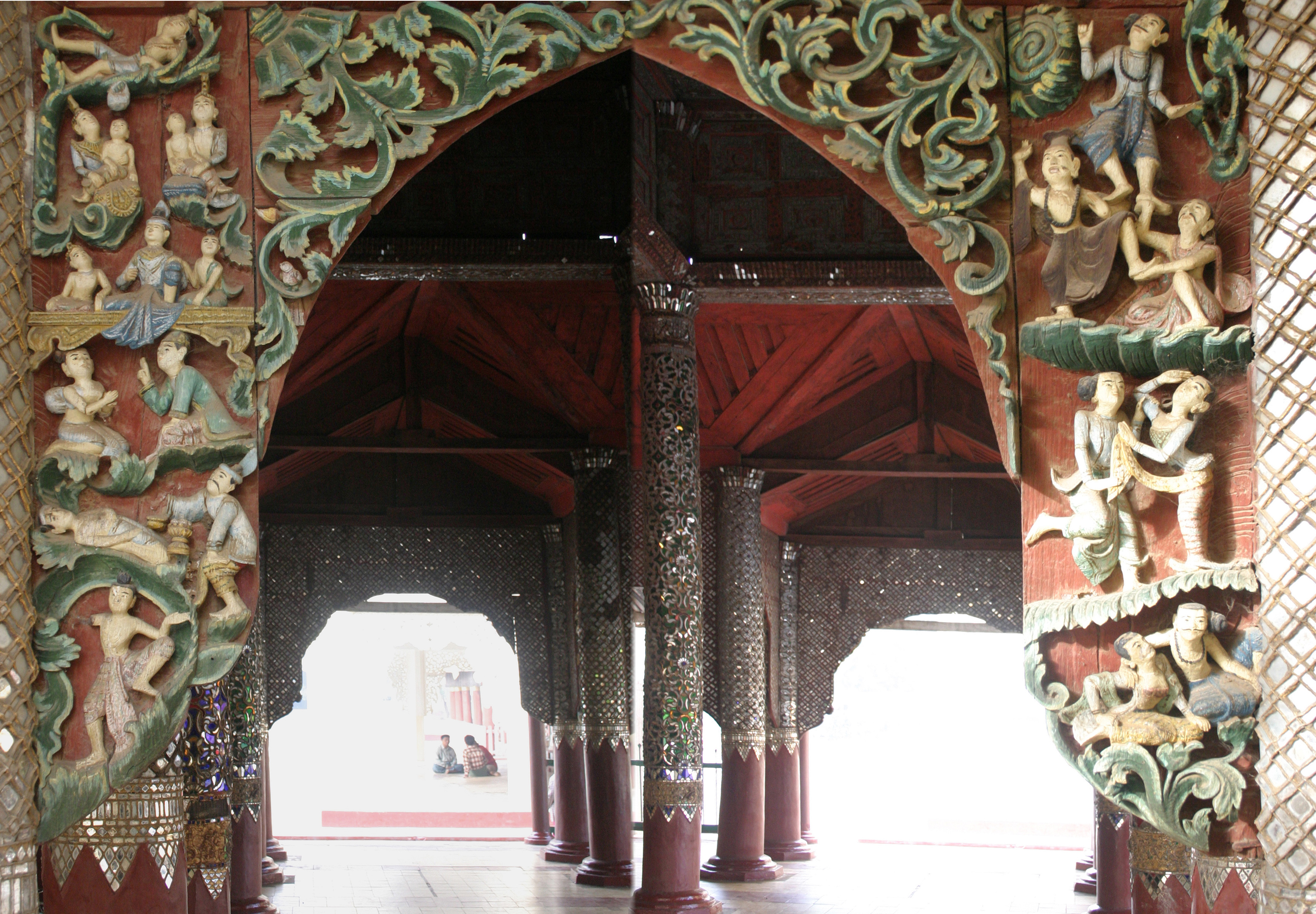
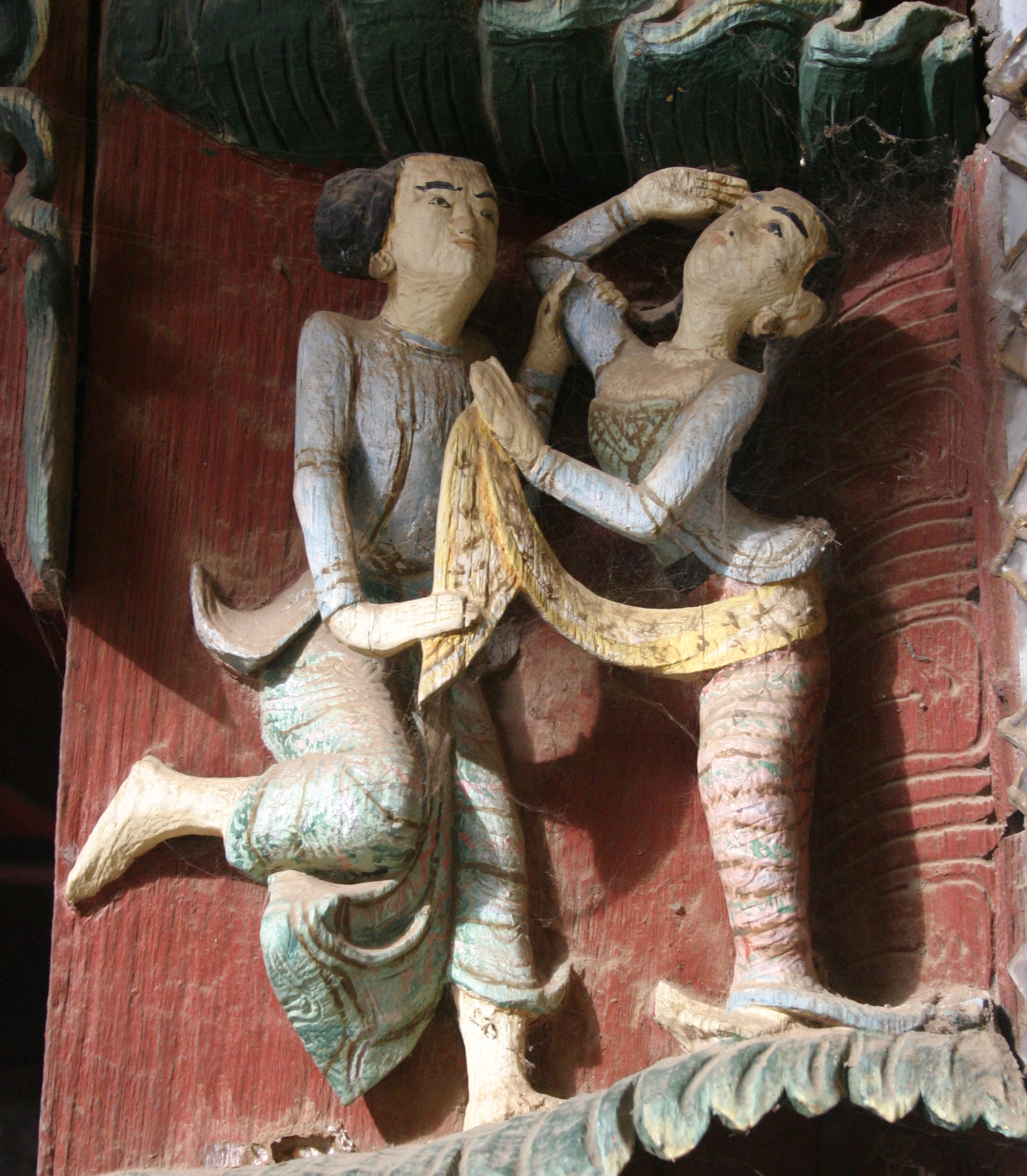